# 马尔莱尔
马尔莱尔（法語：Marlers）是法国皮卡第大区索姆省的一个市镇，属于亚眠区皮卡第地区普瓦县。该市镇2009年时的人口为141人。

## 人口
马尔莱尔人口变化图示
| 数据来源：INSEE |